# Triumfetta procumbens
Espèce
Triumfetta procumbens est une espèce de plantes de la famille des Malvaceae.

## Liste des variétés
Selon Catalogue of Life (29 octobre 2017) :
- variété Triumfetta procumbens var. glaberrima